# Coconino Press
Coconino Press – włoskie wydawnictwo komiksowe. Zostało założone w 2000 roku. Od 2009 r. stanowi część grupy medialnej Fandango, a jego siedziba mieści się w Rzymie.
Znajduje się wśród czołowych wydawców mangi we Włoszech.